# Marson
Marson település Franciaországban, Marne megyében. Lakosainak száma 278 fő (2022. január 1.). Marson Chepy, Coupéville, Courtisols, Dampierre-sur-Moivre, Francheville, Pogny, Poix, Saint-Germain-la-Ville, Saint-Jean-sur-Moivre és Vésigneul-sur-Marne községekkel határos.

## Népesség
A település népességének változása:
| Lakosok száma | 259  | 269  | 275  | 279  | 296  | 298  | 290  | 283  | 279  | 278  |
|               | 1968 | 1982 | 1990 | 2006 | 2013 | 2015 | 2017 | 2019 | 2020 | 2022 |